# Wilhelminamonument (Wassenaar)
Het Wilhelminamonument in Wassenaar werd in opdracht van de gemeente vervaardigd ter gelegenheid van de zeventigste verjaardag van koningin Wilhelmina in 1950. Het monument is een ontwerp van Arie Bontenbal.
Het monument bestaat uit een vierkante zuil die bekroond wordt met een rijksappel. Op de voorzijde van de sokkel is een medaillon aangebracht, gemaakt door de medailleur M.P.J. Fleur. Op deze medaillon is de vorstin op latere leeftijd afgebeeld. Op beide zijkanten van de zuil staat de inscriptie 1880 31 VIII 1950. Op de achterzijde van de sokkel staat te lezen: STANTVASTICH / IS / GHEBLEVEN / MIJN HERT / IN / TEGHENSPOET. Dit zijn regels uit het dertiende couplet van het Wilhelmus. Deze regels staan ook op het standbeeld uit 2002 van Willem de Zwijger in Delft, van de hand van Auke Hettema.

## Galerij

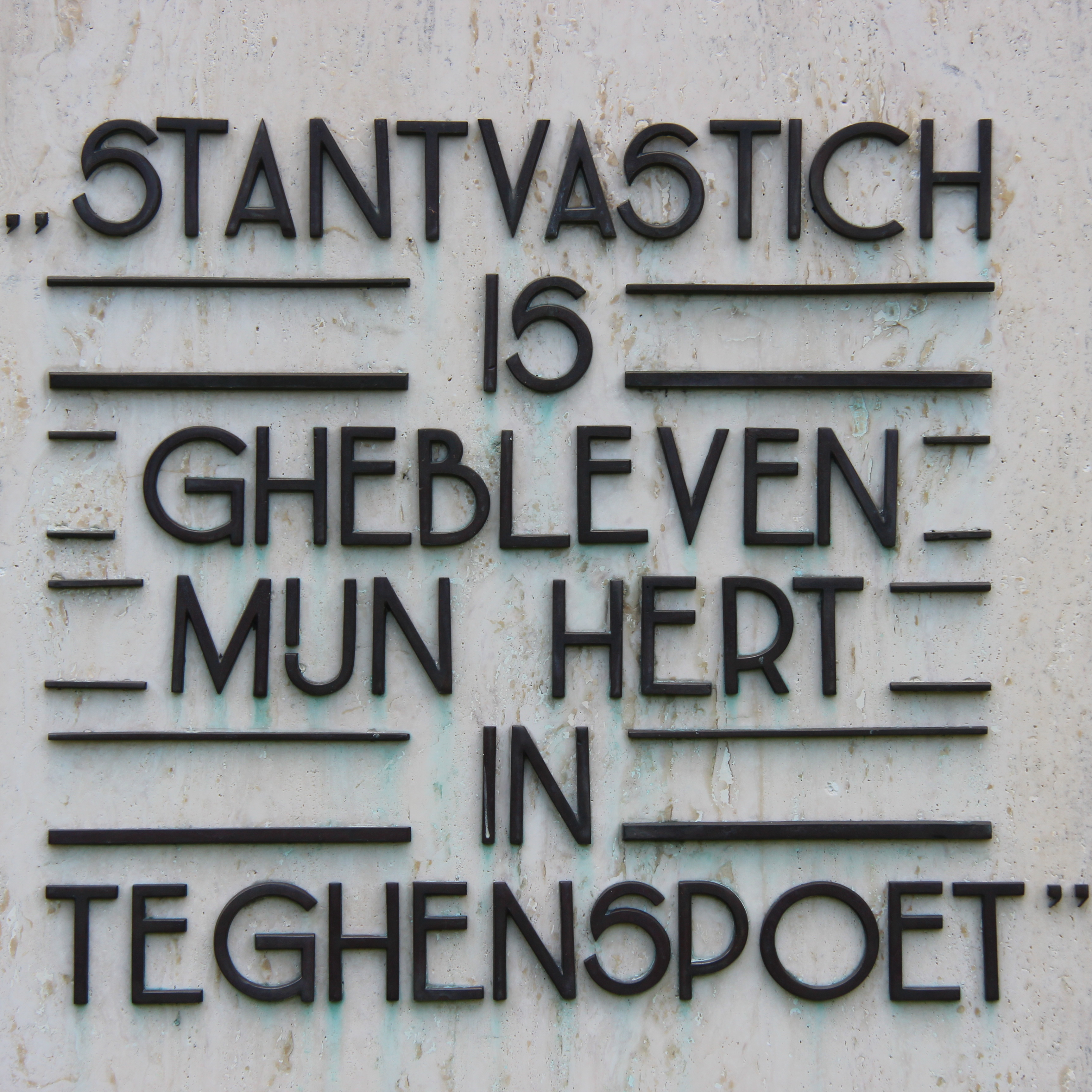
Regels uit het Wilhelmus
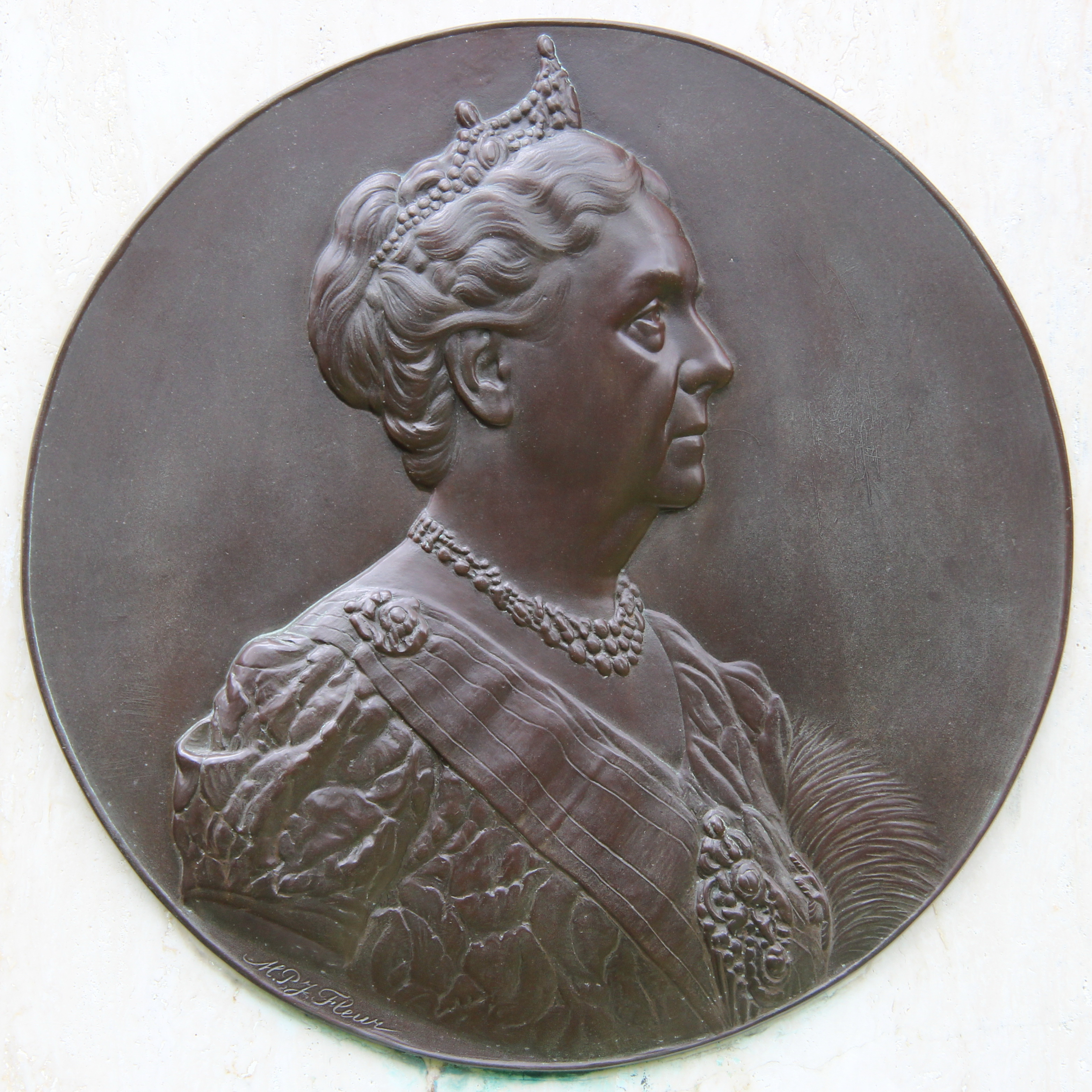
medaillon koningin Wilhelmina
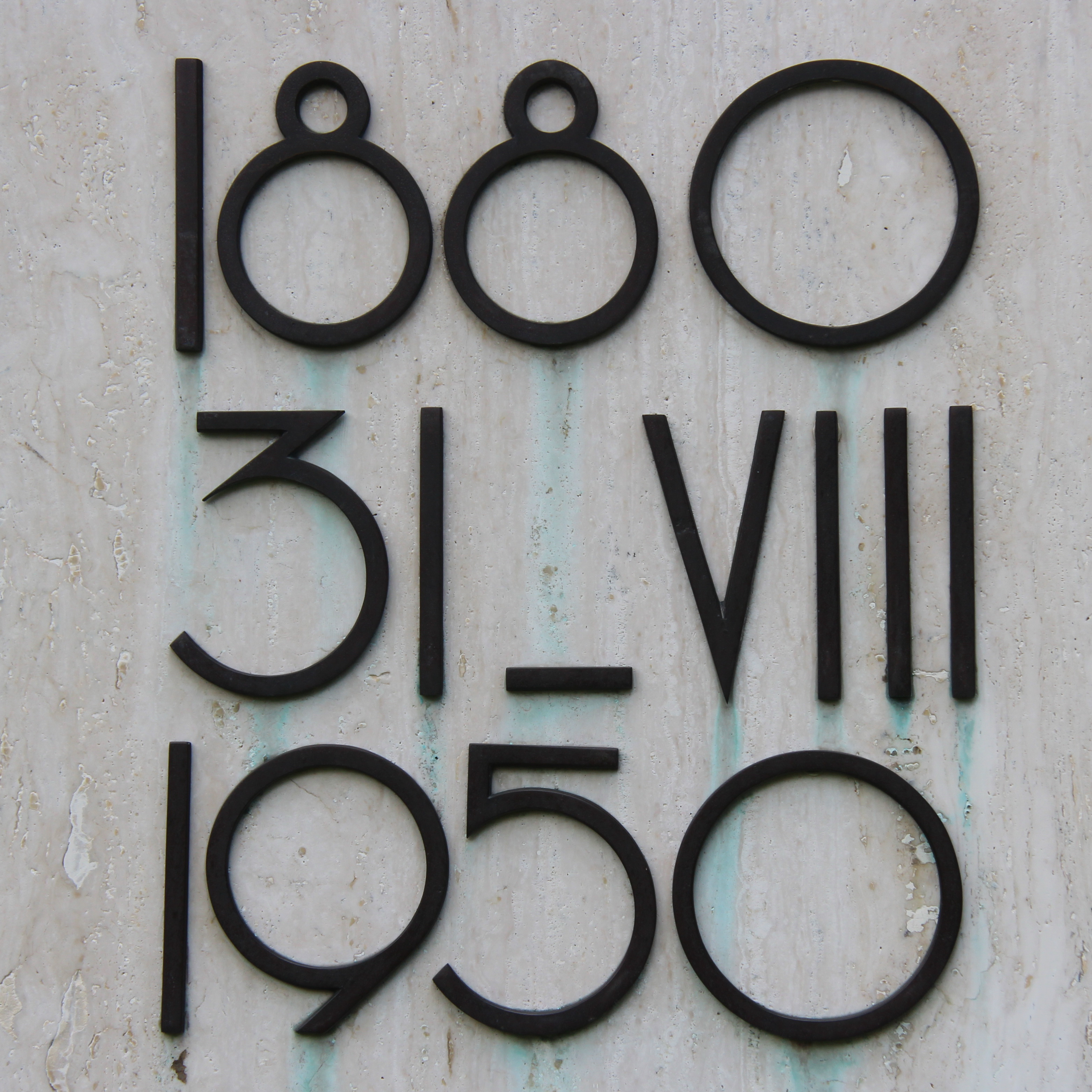
Inscriptie 70 jaar